# 유치권
유치권(留置權, 독일어: Retentionsrecht, 프랑스어: droit de rétention , 영어: lien)은 타인의 물건이나 유가증권을 점유한 자가 그 물건이나 유가증권에 관한 채권의 전부를 변제받을 때까지 그 물건이나 유가증권을 유치하여 채무자의 변제를 심리상으로 강제하는 민법의 법정담보물권이다.(대한민국 민법 제320조 제1항) B의 라디오 수선을 의뢰받은 A는 B가 수선한 대금을 지급할 때까지 라디오를 B에게 돌려주지 않고 그대로 유치할 수가 있다. 법률은 타인의 물건이나 유가증권을 점유하는 자가 그 물건이나 유가증권에 관하여 채권을 가질 때는 그 채권을 변제받을 때까지 그 물건이나 유가증권의 반환을 거절할 수 있게 하여 채권의 효력을 강화시켜야 공평하다고 판단하므로 이런 제도를 정한다. '타인의 물건이나 유가증권을 점유한 자'에서 타인이란 보통은 채무자이지만, 제3자도 포함된다고 해석한다. '점유자'는 불법으로 점유한 자는 안 된다.(대한민국 민법 제320조 제2항) 도적이 도품을 수선하더라도 그 수선한 대금을 특별히 보호하지 않아도 되기 때문이다. '그 물건이나 유가증권에 관해서 생긴 채권'이란 외국에 나가 있는 친구 집의 관리를 의뢰받은 사람이 입체해서 납부한 가옥의 재산세처럼 그 물건 자체에서 발생한 채권과 라디오를 수선하여 주문자에게 돌려줄 때의 수선 대금처럼 그 물건이나 유가증권의 반환 채무와 같은 법률관계나 생활 관계에서 발생한 채권을 말한다.

## 유치의 효력
유치권은 목적물의 인도를 거절하여 채무자의 변제를 간접으로 강제를 목적한다. '유치'한다는 것은 목적물의 점유를 계속해서 그 인도를 거절하는 것이다. 따라서 가옥의 명도를 요구받은 집을 빌려 든 사람은 가옥에 가한 수선비를 가옥 소유자가 상환할 때까지 그 가옥에 계속 거주하면서 명도를 거절할 수 있으나 선박을 유치하는 때, 이것을 먼 곳의 운송 업무를 위해 사용하는 것은 유치의 한계를 넘는 것이 되어 허용될 수 없다. 요컨대 인도 거절에 필요한 범위에서 계속 사용이 허용되며, 유치권은 물권으로서 제3자에게 대항할 수 있으므로 가옥의 수선비의 상환을 청구하는 집을 빌려 든 사람은 가옥 소유자가 그 가옥을 제3자에게 팔아 버리고 나서도 그 제3자에게 유치권을 행사할 수 있다.  기타 유치권자는 유치물에서 생기는 과실을 취득하며 타 채권자에 우선하여 이것을 그 채권 변제에 충당할 수 있다.(과실수취권, 대한민국 민법 제323조 제1항)

## 경매청구권
담보물권 중에서 유치권만은 우선변제권이 없으나 유치권자를 경매권자로서 인정하므로, 채무자가 무기한으로 변제하지 않을 때는 유치권자는 다만 유치에 그치지 않고 나아가 그 물건의 경매를 법원에 신청할 수가 있다. 경매에서 채무자나 최고가매수신고인을 포함한 제3자가 목적물의 인도받으려면 유치권자에게 먼저 변제하여야 하므로 우선변제권이 있는 것과 같다.

## 유치물의 보관
유치권자는 자기의 이익 때문에 타인의 물건을 보관하므로 보관할 때는 선량한 관리자의 주의로 하지 않으면 안 된다. 유치권자가 소유자의 승낙을 얻지 않고 그 물건을 사용할 때는 소유자는 유치권의 소멸을 청구할 수 있다. 그러나 보존에 필요한 사용에 관해서는 소유자의 승낙을 요하지 않는다. 그러한 사용을 하더라도 소유자의 이익을 해치는 것이 되지 않으며, 선량한 관리자의 주의로 보존되는 것이 그 물건을 위해 필요하기 때문이다. 유치물의 보관중에 지출한 필요비는 소유자에게 상환을 청구할 수 있다.

## 저당권과 경합
저당권과 유치권이 경합하는 때 유치권자는 변제받지 않는 한 목적물을 인도하지 않아도 되므로, 유치권은 저당권에 우선하게 된다. 당연히 전세권에도 우선하게 된다.

## 동시이행의 항변권과 비교
- 공통점
  - 공평의 원칙상 인정된다.
  - 채무 변제를 촉구하는 기능을 한다.
  - 상환이행판결이 내려진다.
- 차이점
  - 대세효[26]가 있다. 동시이행의 항변권은 특정인에게만 주장 가능하다.
  - 법률에 의거해 인정되는 권리이다. 동시이행의 항변권은 계약에 의거해 인정되는 권리이다.
  - "변제받을 때까지" 유치권 주장이 가능하다. 동시이행의 항변권은 "이행을 제공할 때까지" 주장이 가능하다.
  - 불가분성이 있다. 전액 변제받을 때까지 전체에 걸쳐 유치권 주장이 가능하다. 동시이행 항변권은 미제공 부분에만 권리 주장이 가능하다.
  - 상당한 담보를 제공하여 유치권 소멸 청구가 가능하다.[27]

유치권의 행사는 채권의 소멸시효의 진행에 영향을 미치지는 않는다

## 경매권
- 유치권자는 채권의 변제를 받기 위하여 유치물을 경매할 수 있다[28]

## 판례
- 유치권이 성립된 부동산의 매수인은 피담보채권의 소멸시효가 완성되면 시효로 인하여 채무가 소멸되는 결과 직접적인 이익을 받는 자에 해당하므로 소멸시효의 완성을 원용할 수 있는 지위에 있다고 할 것이나, 매수인은 유치권자에게 채무자의 채무와는 별개의 독립된 채무를 부담하는 것이 아니라 단지 채무자의 채무를 변제할 책임을 부담하는 점 등에 비추어 보면, 유치권의 피담보채권의 소멸시효기간이 확정판결 등에 의하여 10년으로 연장된 경우 매수인은 그 채권의 소멸시효기간이 연장된 효과를 부정하고 종전의 단기소멸시효기간을 원용할 수는 없다[29]
- 공사대금채권에 기하여 유치권을 행사하는 자가 스스로 유치물인 주택에 거주하며 사용하는 것은 특별한 사정이 없는 한 유치물인 주택의 보존에 도움이 되는 행위로서 유치물의 보존에 필요한 사용에 해당한다[30]
- 유치권자는 유치물 소유자의 승낙 없이 유치물을 보존에 필요한 범위를 넘어 사용할 수 없고, 유치권자가 유치물을 그와 같이 사용한 경우에는 그로 인한 이익을 부당이득으로 소유자에게 반환하여야 한다. 그 경우에 그 반환의무의 구체적인 내용은 다른 부당이득반환청구에서와 마찬가지로 의무자가 실제로 어떠한 구체적 이익을 얻었는지에 좇아 정하여진다. 따라서 유치권자가 유치물에 관하여 제3자와의 사이에 전세계약을 체결하여 전세금을 수령하였다면 전세금이 종국에는 전세입자에게 반환되어야 할 것임에 비추어 다른 특별한 사정이 없는 한 그가 얻은 구체적 이익은 그가 전세금으로 수령한 금전의 이용가능성이고, 그가 이와 같이 구체적으로 얻은 이익과 관계없이 추상적으로 산정된 차임 상당액을 부당이득으로 반환하여야 한다고 할 수 없다. 그리고 이러한 이용가능성은 그 자체 현물로 반환될 수 없는 성질의 것이므로 그 ‘가액’을 산정하여 반환을 명하여야 하는 바, 그 가액은 결국 전세금에 대한 법정이자 상당액이다[31].

## 같이 보기
- 가압류
- 강제집행
- 무수익여신(en:Non-performing loan, 부실채권)

## 참고자료
- 김형배, 민법학 강의, 신조사
- 신법률학사전, 법률신문사
- 로밴드 법률센터  http://lawband.co.kr/bbs/board.php?bo_table=bs09